# (10740) Fallersleben
(10740) Fallersleben ist ein Asteroid des Hauptgürtels, der am 8. September 1988 vom deutschen Astronomen Freimut Börngen an der Thüringer Landessternwarte Tautenburg (IAU-Code 033) in Thüringen entdeckt wurde.
(10740) Fallersleben wurde am 23. November 1999 nach dem deutschen Hochschullehrer für Germanistik und Dichter August Heinrich Hoffmann von Fallersleben (1798–1874) benannt, der wesentlich zur Etablierung der Germanistik als wissenschaftlicher Disziplin beitrug. Er verfasste am 26. August 1841 den Text für das Lied der Deutschen, die spätere deutsche Nationalhymne.